# Divergent (film)
Divergent är en science fiction-äventyrsfilm från 2014, baserad på boken med samma namn av Veronica Roth.
Divergent släpptes den 21 mars 2014 i USA och den 30 april 2014 i Sverige. Filmen fick blandade recensioner: även om dess actionsekvenser och framställningar, särskilt Woodleys hyllades, ansåg kritiker att dess utförande och hantering av teman var generiska och inte originella, och jämförde det ogynnsamt med andra ungdomsfiktionsanpassningar. Trots detta blev filmen en ekonomisk framgång. Efter dess släpp tjänade filmen in över 288 miljoner dollar över hela världen mot en budget på 85 miljoner dollar.
En uppföljare, Insurgent, släpptes den 20 mars 2015 i Sverige.

## Rollista
| Shailene Woodley    | – Beatrice "Tris" Prior |
| Theo James          | – Tobias "Four" Eaton   |
| Ansel Elgort        | – Caleb Prior           |
| Ray Stevenson       | – Marcus Eaton          |
| Kate Winslet        | – Jeanine Matthews      |
| Zoë Kravitz         | – Christina             |
| Ben Lloyd-Hughes    | – Will                  |
| Maggie Q            | – Tori                  |
| Jai Courtney        | – Eric                  |
| Ben Lamb            | – Edward                |
| Christian Madsen    | – Al                    |
| Tony Goldwyn        | – Andrew Prior          |
| Ashley Judd         | – Natalie Prior         |
| Mekhi Phifer        | – Max                   |
| Amy Newbold         | – Molly                 |
| Miles Teller        | – Peter                 |
| Justine Wachsberger | – Lauren                |

## Produktion

### Förproduktion
I mars 2011 köpte Summit Entertainment rättigheterna för Divergent med Douglas Wicks produktionsbolag Red Wagon Entertainment. Neil Burger meddelades som regissör den 23 augusti 2012. Evan Daugherty skrev manuset tillsammans med Vanessa Taylor.
Ursprungligen var filmens budget 40 miljoner dollar men Lionsgate ökade den senare till 80 miljoner dollar (som slutligen ändrades till 85 miljoner dollar) på grund av The Hunger Games framgång.

### Rollbesättning
Den 22 oktober 2012 meddelades det att Shailene Woodley hade fått huvudrollen som Tris Prior. Lucas Till, Jack Reynor, Jeremy Irvine, Alex Pettyfer, Brenton Thwaites, Alexander Ludwig och Luke Bracey provspelade alla för rollen som Tobias "Four" Eaton och den 15 mars 2013 meddelades det att Theo James hade fått rollen som Four.
Den 11 mars 2013 tillkännagavs att rollerna Tori, Christina och Caleb hade gått till Maggie Q, Zoë Kravitz respektive Ansel Elgort. Den 15 mars 2013 tillkännagavs att Ray Stevenson, Jai Courtney och Aaron Eckhart var i samtal för att gå med i rollbesättningen. Stevenson och Courtney gick fick rollerna som Marcus Eaton och Eric. Samma dag rollbesattes Miles Teller som Peter. Den 24 januari 2013 tillkännagavs att Kate Winslet var i samtal för att gå med i rollbesättningen. Senare bekräftades det att hon skulle framställa Jeanine Matthews.
Winslet var fem månader gravid under filminspelningen och hennes graviditet doldes med olika rekvisita.

### Filminspelning
Filminspelningen i Chicago startade i april 2013 och avslutades den 16 juli 2013.

## Mottagande
Divergent fick blandade recensioner från kritiker. Rotten Tomatoes ger filmen ett godkännande på 42% baserat på 229 recensioner, med ett genomsnittligt betyg på 5,42/10. Metacritic ger filmen en poäng på 48 av 100, baserat på 38 kritiker, vilket indikerar "blandade eller genomsnittliga recensioner".
Flera kritiker har jämfört filmen ogynnsamt med andra ungdomsfiktionsanpassningar som Harry Potter och, övervägande, The Hunger Games. Peter Travers från Rolling Stone skrev att "The Hunger Games åtminstone skapade två fantastiska filmer och en genombrottstjärna i Jennifer Lawrence. Divergent på skärmen tänder bara medelmåttighet."

## Uppföljare
Den 7 maj 2013 avslöjade Summit Entertainment att arbetet med en uppföljare baserad på den följande boken Insurgent redan var påbörjat och att författaren Brian Duffield skulle skriva manuset.